# Alpaida boraceia
Alpaida boraceia Levi, 1988 è un ragno appartenente alla famiglia Araneidae.

## Etimologia
Il nome della specie deriva dalla località brasiliana di rinvenimento: Boracéia

## Caratteristiche
L'olotipo femminile rinvenuto ha dimensioni: cefalotorace lungo 2,1mm, largo 1,7mm; il primo femore misura 2,3mm e la patella e la tibia circa 2,8mm.

## Distribuzione
La specie è stata rinvenuta nel Brasile meridionale: nel territorio del comune di Boracéia, appartenente allo stato di San Paolo.

## Tassonomia
Al 2014 non sono note sottospecie e dal 1988 non sono stati esaminati nuovi esemplari.